# Francesco Florio (théologien)
Pour l’article homonyme, voir Francesco Florio.
Francesco Florio, né le 8 janvier 1705 à Udine et mort dans cette même ville le 16 mars 1792, est un théologien, érudit et historien italien.

## Biographie
Francesco Florio est né à Udine le 8 janvier 1705. Ses premières études terminées, il se rendit à Padoue ; et après y avoir sous la direction de Domenico Lazzarini acquis des connaissances dans la littérature grecque, ainsi que dans le droit civil et canonique, il y reçut des mains de Jacques-Hyacinthe Serry le laurier doctoral dans la faculté de théologie. Pourvu dès l’âge de vingt-cinq ans d’un canonicat du chapitre d’Aquilée, transféré depuis longtemps à Udine, il mit à profit ses loisirs pour se livrer à l’étude de l’histoire et des antiquités ecclésiastiques. Il fut député trois fois à Rome pour régler les différends qui s’étaient élevés entre les Vénitiens et la maison d’Autriche au sujet du patriarcat d'Aquilée, différends qui furent terminés en 1751 par la suppression du patriarcat et son remplacement par deux archevêchés établis, l’un à Udine et l’autre à Gorizia dans le Frioul autrichien. Le pape Benoît XIV voulut le récompenser du talent qu’il avait montré dans cette affaire en le nommant à l’évêché d’Adria ; mais Florio refusa cet honneur, préférant la place de prévôt du chapitre d’Udine, qui lui permettait de continuer ses travaux d’histoire et de philosophie. L’un des premiers membres de l’Académie ecclésiastique, fondée par l’évêque Dionisio Dolfin, il y lut plusieurs savantes dissertations dont quelques-unes sont imprimées, notamment celle sur le tombeau de Cassone della Torre, patriarche d’Aquilée (placé dans la basilique Santa Croce de Florence), qui fut publiée par Anton Francesco Gori dans le second volume des Mémoires de la société Colombaire. Trop modeste pour songer à se faire honneur de ses recherches et de ses découvertes, il s’empressait de les communiquer aux personnes qu’il savait occupées des mêmes objets. On ne connaît de lui que quelques opuscules parmi lesquels on distingue des éclaircissements sur Bachiarius, moine cité par Gennade de Marseille dans le De Viris Illustribus, ch. 24, et la Défense de la liberté prise par Rufin d'Aquilée en traduisant l’Histoire ecclésiastique d’Eusèbe de Césarée. Le prévôt d’Udine mourut le 13 mars 1791, dans un âge avancé. Deux ans auparavant il avait eu le malheur de perdre son frère, dont il publia l’Éloge funèbre, Udine, 1790, in-4°,.

## Œuvres
- Bachiarii Monachi Opuscula De Fide Et De Reparatione Lapsi, Ad Codices Bibliothecæ Ambrosianæ, necnon ad priores editiones castigavit, Dissertationibus & notis auxit Franciscus Florius Canonicus Theologus, Rome, Typis Antonii De Rubeis, 1748 (lire en ligne)
- De martyribus lugdunensibus dissertatio. Accedit altera De Jesu Christi divinitate contra auctorem lexici philosophici. Et divinatio in Sancti Justini martyris, Bologne, ex typographia Sancti Thomae Aquinatis, 1779 (lire en ligne)
- De sancto Gregorio Illiberitano libelli de fide auctore, nec non de sanctis Hilario, et Hieronymo Origenis interpretibus dissertationes, Bologne, ex typographia Sancti Thomae Aquinatis, 1789 (lire en ligne)
- De quodam Hegesippi fragmento et de nonnullis ss. Patrum mendose hactenus editis, ac nunc primum emendatis opuscula duo postuma, Bologne, ex typographia Sancti Thomae Aquinatis, 1793 (lire en ligne)